# Mayuko Fujiki
Mayuko Fujiki (21 de junho de 1975) é uma ex-nadadora sincronizada japonesa, medalhista olímpica por cinco oportunidades.

## Carreira
Mayuko Fujiki representou seu país nos Jogos Olímpicos de 1996, ganhando a medalha de bronze por equipes. 